# Wenzel Zaleski (Schriftsteller)

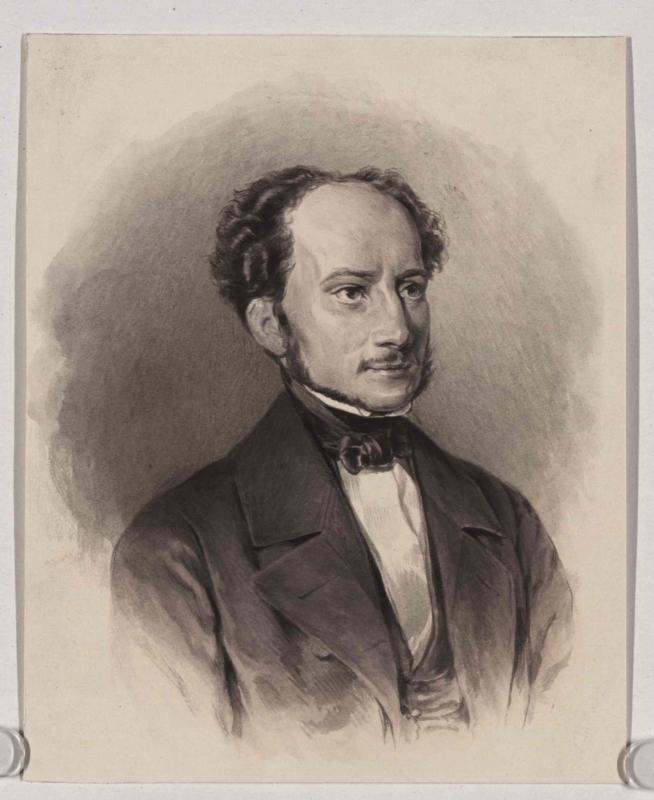

Wacław Michał Zaleski (8. September 1799 in Olesko, Ostgalizien – 24. Februar 1849 in Wien), Pseudonym Wacław aus Olesko (polnisch Wacław z Oleska), war ein polnischer Adliger, Dichter, Schriftsteller, Folkloreforscher, Theaterkritiker, politischer Aktivist und als erster Pole österreichischer Gouverneur von Galizien (1848). 

## Leben
Zaleski sammelte und veröffentlichte in Lwiw Pieśni polskie i ruskie ludu galicyjskiego (polnische und russische Lieder der galizischen Nation; 1833), das etwa 1500 Werke enthielt, darunter 160 mit Klavierbegleitung von Karol Lipiński. Es war die größte Sammlung von Volksliedern, die in Polen vor Oskar Kolberg veröffentlicht wurden.
Zaleski war Autor patriotischer Lieder, Paraphrasen, Übersetzungen ukrainischer Dumas und nie veröffentlichter Bühnenwerke.
Er trug zur Gründung des Galicyjskie Towarzystwo Kredytowe Ziemskie (Galizische Landeskreditanstalt) in Lemberg (Lwiw) bei. Im November 1845 wurde er zum echten Gerichtsberater und Leiter der Landesabteilung im Wiener Gerichtsbüro ernannt. Er war auch Polnischlehrer des 18-jährigen Franz Joseph. Am 30. Juli 1848 wurde er zum Statthalter von Galizien und Lodomerien ernannt. In dieser Position forderte er die Wiederherstellung der polnischen Sprache in Schulen und Büros, die Einrichtung des Landesschulrates (einschließlich der Universitäten) und die Entwicklung eines lokalen Regierungsprojekts mit dem Galizischen Landtag. Er lehnte alle Projekte zur Teilung Galiziens nach ethnischen Kriterien ab. Im September 1848 organisierte er Wahlen zum Stadtrat in Krakau, die österreichische Generäle von der Macht in dieser Stadt entfernten. Im Dezember 1848 wurde ihm von Ferdinand I. der Leopold-Orden und der Titel eines Wirklicher Geheimrat verliehen. Einen Monat später versetzte man ihn zum Innenministerium, sein Nachfolger als Statthalter war Agenor Gołuchowski der Ältere. Zaleski verstarb kurz nach seiner Ankunft in Wien. Er war ein Dichter, der versehentlich Statthalter wurde, kein Statthalter, der in seiner Freizeit Gedichte schrieb .
Seine Söhne waren Filip Zaleski, Mitglied des österreichischen Herrenhauses, sowie Antoni (1842–1866; Schriftsteller) und Józef Mieczysław (1838–1899; Kavallerist, später Kommandeur einer Division und Feldmarschall).